# マルガリタ・ペソツカ
マルガリタ・ペソツカ（英語: Margaryta Volodymyrivna Pesotska、ウクライナ語: Маргарита Володимирівна Песоцька、1991年8月9日 - ）は、ウクライナの卓球選手。

## 経歴
キーウ出身。2008年の北京オリンピックに出場。
2009年のヨーロッパ選手権シングルスで銀メダルを獲得し、2年後の同選手権シングルスでは銅メダルを獲得。
2012年ロンドンオリンピックでは、シングルスで3回戦に進出。2016年の夏季オリンピックへの参加も期待されていたが、怪我のため出場を辞退した。
2018年のヨーロッパ選手権では、2009年以来9年ぶりに決勝に進出し、リー・チェンに敗れたが銀メダルを獲得した。
2021年3月、ドーハで行われたWTTに出場し、ラウンド32で申裕斌に敗退。 同年6月の欧州選手権はシングルスで銅メダルを獲得。